# San Cristobal de la Habana
San Cristobal de la Habana è una marca di sigari cubani.

## Storia
San Cristobal de la Habana è uno dei pochi marchi di sigari cubani fondati dopo la rivoluzione cubana. La sua fondazione risale al 20 novembre 1999 ed è stata chiamata così in onore del nome originale che aveva la città de L'Avana nel sedicesimo secolo.
Prima della rivoluzione esisteva già una fabbrica di sigari con questo nome, tuttavia la fabbrica chiuse e l'azienda attuale, per quanto abbia scelto di riprenderne il nome, non ha nessun legame con il vecchio fabbricante.
Inizialmente la fabbrica produceva soltanto quattro sigari: El Morro, El Principe, La Fuerza e La Punta). Nel 2004 visto il riscontro positivo del pubblico vennero aggiunte altre tre vitola.

## Prodotti
Elenco dei sigari San Cristobal de la Habana, tutti i prodotti sono realizzati a mano.
- El Morro - (184 × 19,45 mm), Paco
- El Principe - (111 × 16,67 mm), Minuto
- La Fuerza - (140 × 19,84 mm), Gordito
- La Punta - (140 × 20,64 mm), Campana
- Mercaderes - (165 × 19,05 mm), Hermoso No. 1
- Muralla - (181 × 21,43 mm), Rodolfos
- Officios - (133 × 17,07 mm), Dalias Cortas

Prado (Petit Piramides)
50 x 127 mm di lunghezza
Data uscita: 04/10/2018